# Порядковый тип
Порядковый тип — изоморфный тип частично упорядоченного множества. Неформально говоря порядковый тип — это характеристика, определяющее упорядоченное множество с точностью до изоморфизма, то есть два упорядоченных множества изоморфны тогда и только тогда, когда у них один и тот же порядковый тип.
Некоторые авторы определяют порядковый тип только для линейно-упорядоченных множеств.

## Определение
При формальном определении порядкового типа возникают те же трудности, что и при определении мощности множества.

### Наивный подход
Простейшим подходом является определение порядкового типа множества как класс изоморфности частично упорядоченных множеств. Назовём порядковым типом частично упорядоченного множества {\displaystyle A} совокупность всех множеств, изоморфных данному. Однако такое определение недопустимо в ZF, поскольку такая совокупность множеств не является множеством в смысле ZF. Для определения порядкового типа в ZF требуется иной подход.

### Вполне упорядоченные множества
Для вполне упорядоченного множества порядковый тип обычно определяется как транзитивное множество, вполне упорядоченное отношением принадлежности и с этим порядком изоморфное заданному. Известным фактом является то, что для любого вполне упорядоченного множества существует одно и только одно множество такого вида.
Порядковый тип вполне упорядоченного множества называется ординалом; наряду с кардиналами ординалы образуют одно из возможных расширений множества натуральных чисел.

### Трюк Даны Скотта
Определение порядкового типа в ZF для общего случая произвольного частично упорядоченного множества использует ту же самую конструкцию, что и определение мощности множества в ZF — трюк Даны Скотта. Порядковый тип множества определяется не как класс всех изоморфных ему упорядоченных множеств, а как подмножество данного класса, состоящее из всех множеств минимального ранга.

## Примеры
- Порядковый тип конечного линейно упорядоченного множества отождествляется с количеством его элементов и, таким образом, является натуральным числом. Поэтому класс всех порядковых типов образует расширение натуральных чисел.[5]
- Порядковый тип множества натуральных чисел обозначается {\displaystyle \omega }.[6]
- Порядковый тип множества рациональных чисел обозначается {\displaystyle \eta }.[6]
- Порядковый тип множества действительных чисел обозначается {\displaystyle \lambda }.[6]

## Операции
На классе порядковых типов можно определить операции сложения и умножения подобно стандартным арифметическим операциям:
- Сложение. Пусть {\displaystyle A,B} не пересекающиеся частично упорядоченные множества. Упорядоченной суммой множеств {\displaystyle A} и {\displaystyle B} называется их объединение {\displaystyle A\cup B}, упорядоченное следующим отношением порядка:

{\displaystyle x\leq y\Leftrightarrow {\begin{cases}x\leq _{A}y&x,y\in A\\x\leq _{B}y&x,y\in B\\\top &x\in A,y\in B\\\bot &x\in B,y\in A\end{cases}}}.
Упорядоченная сумма обозначается {\displaystyle A+B} или {\displaystyle A\oplus B}. Порядковый тип упорядоченной суммы зависит только от порядковых типов её слагаемых и не зависит от конкретных упорядоченных множеств, что позволяет определить эту операцию на порядковых типах. Сумма произвольных порядковых типов {\displaystyle \alpha } и {\displaystyle \beta } определяется как порядковый тип упорядоченной суммы {\displaystyle A} и {\displaystyle B}, где {\displaystyle A,B} имеют порядковые типы {\displaystyle \alpha ,\beta } соответственно. Более кратко:
{\displaystyle \operatorname {ord} A+\operatorname {ord} B=\operatorname {ord} (A+B)}
Как можно видеть, сумма порядковых типов не является коммутативной операцией. Простейший пример: {\displaystyle 1+\omega =\omega } — порядковый тип {\displaystyle \mathbb {N} }, однако {\displaystyle \omega +1\neq \omega } — порядковый тип {\displaystyle \mathbb {N} \cup \{+\infty \}}.
- Умножение. Пусть {\displaystyle A,B} некоторые частично упорядоченные множества. Упорядоченным (антилексикографическим) произведением множеств {\displaystyle A} и {\displaystyle B} называется их декартово произведение {\displaystyle A\times B}, упорядоченное следующим отношением порядка:

{\displaystyle (a_{1},b_{1})\leq (a_{2},b_{2})\Leftrightarrow b_{1}\leq b_{2}\lor b_{1}=b_{2}\land a_{1}\leq a_{2}}.
Упорядоченное произведение обозначается {\displaystyle A\cdot B} или {\displaystyle A\otimes ^{a}B}. Порядковый тип упорядоченного произведения зависит только от порядковых типов его множителей и не зависит от конкретных упорядоченных множеств, что позволяет определить эту операцию на порядковых типах. Произведение произвольных порядковых типов {\displaystyle \alpha } и {\displaystyle \beta } определяется как порядковый тип упорядоченного произведения {\displaystyle A} и {\displaystyle B}, где {\displaystyle A,B} имеют порядковые типы {\displaystyle \alpha ,\beta } соответственно. Более кратко:
{\displaystyle \operatorname {ord} A\cdot \operatorname {ord} B=\operatorname {ord} (A\cdot B)}
Как можно видеть, произведение порядковых типов не является коммутативной операцией. Простейший пример: {\displaystyle 2\omega =\omega }, однако {\displaystyle \omega \cdot 2=\omega +\omega \neq \omega }.
Также часто рассматривают двойственный порядковый тип. Двойственным упорядоченным множеством к {\displaystyle (A,\leq )} называется упорядоченное множество {\displaystyle (A,\geq )} и обозначается как {\displaystyle A^{*}}. Порядковый тип {\displaystyle A^{*}} зависит только от порядкового типа {\displaystyle A}, поэтому для порядкового типа можно также определить понятие двойственного порядкового типа:
{\displaystyle (\operatorname {ord} A)^{*}=\operatorname {ord} (A^{*})}
Двойственный порядковый тип к натуральному числу равен тому же натуральному числу {\displaystyle n^{*}=n}. Двойственный порядковый тип к {\displaystyle \omega } есть порядковый тип множества отрицательных чисел {\displaystyle \omega ^{*}=\operatorname {ord} (-\mathbb {N} )}. Сумма {\displaystyle \omega ^{*}+\omega } равна порядковому типу множества целых чисел. При этом сумма {\displaystyle \omega +\omega ^{*}} не равна порядковому типу целых чисел. Двойственный порядковый тип к двойственному даёт тот же порядковый тип: {\displaystyle \alpha ^{**}=\alpha }.